# 優しい終身の独裁者
優しい終身の独裁者（やさしいしゅうしんのどくさいしゃ、Benevolent Dictator For Life、省略形BDFL、より直訳的には「慈悲深き終身の独裁官」）とは、オープンソースソフトウェア開発プロジェクトの少数のリーダーに与えられる称号である。一般的には、コミュニティ内で論議、論争が発生した際に最終的な仲裁を行う権利を持つプロジェクト創設者であることが多い。独裁者という言葉から勘違いされることがあるが、あくまで論争が発生したときに仲裁を行うのであって、ソフトウェアの仕様の最終決定者のことではなく、ソフトウェアの権利を独占している者のことでもない。
この用語は1995年に誕生し、Pythonプログラミング言語作者のグイド・ヴァンロッサムを指していた。ヴァンロッサムは、CNRIに雇用されて間もなく、Python開発とワークショップの監督を行う準公式グループを設立することを企画するミーティングについて電子メールでやり取りを行っていた。その電子メールに返信したケン・マンハイマーのメールにこの用語が登場する。
BDFLは、オープンソースのリーダーに対するより良く知られた用語、「優しい独裁者(benevolent dictator)」と混同すべきではない。こちらはエリック・レイモンドのエッセイ、「ノウアスフィアの開墾」で普及した。ハッカー文化にまつわる話題のひとつとして、レイモンドは、いかにして、オープンソースの性質のせいで「独裁制」というものが慈悲深くなければならないのかを詳しく調べている。なぜなら、意見が完全に違ってしまえば、新しいリーダーがプロジェクトをフォークすることにつながるからである。

## 優しい終身の独裁者と時折見なされる人物の例
- グイド・ヴァンロッサム、Python作者[5][6]
- リーナス・トーバルズ、Linux作者[7]
- ラリー・ウォール、Perl創始者
- パトリック・フォルカーディング、Slackware作者[8]
- ファビオ・エルクリアーニ（英語版）、Sabayon Linux作者[9]
- マーティン・ドージャマス（英語版）、Moodle作者
- マーク・シャトルワースは自分自身を「自ら任命した優しい終身の独裁者」（"Self-Appointed Benevolent Dictator For Life"、省略形SABDFL）と呼んでいる。そして、Ubuntuコミュニティでは、しばしば彼を指してこの名称を使う[10][11][12]。
- Djangoのエイドリアン・ホロヴァティ（英語版）とジェイコブ・カプラン=モス（Jacob Kaplan-Moss）[13][14]
- ドリース・ボイタールト（英語版）（アントウェルペン出身）、Drupalプロジェクトの創設者兼リーダー[15][16]
- ライアン・ダール（Ryan Dahl）、Node.jsの作者[17]
- スティーブ・コースト、オープン・ストリート・マップの創設者[18]
- トニー・ロッケ（Tony Locke）、Chellow（英語版）作者 [要出典]
- ラスマス・ラードフ、PHP作者[19]
- まつもとゆきひろ（Matz）、Ruby作者[20]
- テオ・デ・ラート、OpenBSD創設者[要出典]
- リッチ・ヒッキー（Rich Hickey）、Clojure作者[21]
- トン・ローセンダール、Blender作者[要出典]
- ジミー・ウェールズ、ウィキペディア創設者[22]
- マット・マレンウェッグ、WordPress創設者[23]